# Íhor Ribak
Íhor Ribak (ucraïnès: Ігор Рибак)  (Khàrkiv, 2 de desembre de 1934 - Khàrkiv, 28 de setembre de 2005) fou un aixecador ucraïnès que va competir sota bandera de la Unió Soviètica durant la dècada de 1950.
El 1956 va prendre part en els Jocs Olímpics d'Estiu de Melbourne, on guanyà la medalla d'or en la categoria del pes lleuger del programa d'halterofília.
En el seu palmarès també destaca una medalla d'or al Campionat d'Europa d'halterofília de 1956. Mai va guanyar cap títol nacional i el 1960 va quedar fora de la selecció nacional. Una vegada retirat va treballar en medicina esportiva.